# Car Men (ballet)
Car Men is een film van choreograaf Jiří Kylián en regisseur Boris Paval Conen. De film werd gedanst door het Nederlands Dans Theater en is een interpretatie van de opera Carmen van Bizet. Het tweetal heeft samen het script geschreven voor de film. De NPS bracht Car Men uit in coproductie met de Tsjechische televisie. Deze samenwerking was ontstaan doordat Kylián zich liet inspireren door zijn vaderland bij de keuze van zowel het onderwerp (de Tatra, een auto uit 1936) als de locatie (een Tsjechische bruinkoolmijn).
De film bestaat uit drie choreografieën, namelijk Car Men, La Cathédrale Engloutie en Silent Cries.

## Car Men
Car Men is een film van Boris Paval Conen en Jiří Kylián uit 2006. De muziek was oorspronkelijk van Bizet en was gearrangeerd door Han Otten. Kylián verzon de choreografie ter plekke, op een verlaten kolenmijn in de Tsjechische Republiek. Hier was hij samen met de regisseur en de vier dansers van het NDT.
De originele muziek wordt alleen gehoord in korte stukjes en als geluidseffecten. Wel zijn de personages van de originele opera behouden. Carmen (Sabine Kupferberg) is de verleidster, Don Jose (Karel Hruš) verliefd op haar, Escamillo (David Krügel) de vrouwenversierder en Micaela (Giogonda Barbuto) is de lieve en aardige zus van Don Jose.

## La Cathédrale Engloutie
La Cathédrale Engloutie (De Gezonken Kathedraal) uit 1975 volgde het verhaal dat de muziek van Debussy vertelde. Dit verhaal gaat over een oude kathedraal die gezonken was in de zee. Dit kwam door de zondige levens van de mensen die in het dorp woonden. De oorspronkelijke muziek werd nauwelijks gebruikt, vooral het geluid van golven wordt gehoord. De dans bestaat uit veel vloerwerk. De betekenis, volgens Kylián, is het conflict tussen zelfopgelegde wetten van de ziel en de verleiding om deze te breken.

## Silent Cries
Silent Cries is een korte dansfilm uit 1986, gedanst door een jonge Sabine Kupfenberg. Het is een solo van 12 minuten op de muziek van Claude Debussy (Prelude to the Afternoon of a Faun). Het grootste deel van de dans was achter een paneel van glas dat vies is. Dit scheidde de danseres van het publiek. De symboliek hiervan is dat ze haar eigen onzekerheden moet inzien. Ook was deze choreografie niet gebaseerd op alleen maar beweging, maar ook op gezichtsuitdrukking.